# Tuskegee (음반)
| 전문가 평가          | 전문가 평가 |
| 총 점수              | 총 점수     |
| 출처                 | 점수        |
| -------------------- | ----------- |
| 메타크리틱           | 74/100      |
| 평가 점수            |             |
| 출처                 | 점수        |
| AllMusic             | [ 2 ]       |
| Country Weekly       | [ 3 ]       |
| Entertainment Weekly | A−          |
| Los Angeles Times    | [ 5 ]       |
| Rolling Stone        | [ 6 ]       |
| Taste of Country     | [ 7 ]       |

《Tuskegee》는 미국의 가수 라이오넬 리치의 열 번째이자 가장 최근의 스튜디오 음반이다. 2012년 3월 5일, 미국에서 머큐리 레코드에 의해 발매되었다. 이 음반은 전적으로 리치가 이전에 발표한 곡들을 재해석한 것으로 구성되어 있으며, 각각 다른 게스트 아티스트와 공연을 했는데, 이들은 모두 컨트리 음악 장르의 스타들이다. 《Tuskegee》는 리치가 태어난 앨라배마주의 도시 이름을 따서 지어졌으며, 후에 터스키기 대학교에서 학부 과정을 마쳤다.
이 음반은 리치의 빌보드 200에서 세 번째 1위 음반이 되었고 1986년 《Dancing on the Ceiling》 이후 첫 번째 음반이 되었다. 《Tuskegee》는 또한 《Dancing on the Ceiling》 이후 미국에서 백만 장 이상이 팔린 리치의 첫 번째 음반이 되었다.

## 상업적 성과
예상치 못한 히트 음반인 《Tuskegee》는 미국 빌보드 200에서 마돈나의 《MDNA》 (2012년)에 이어 2위로 데뷔했다. 첫 주에 199,000장이 팔리며 1991년 닐슨 사운드스캔이 판매 데이터를 추적하기 시작한 이래 라이오넬 리치의 최고 판매 주간이 되었다. 그 다음 주에 그 음반은 95,000장이 팔렸고 4위로 두 계단 하락했다. 《Tuskegee》는 차트에서 3주째에 1위로 올라 129,000장이 팔렸고, 리치의 세 번째 1위 음반이자 《Dancing on the Ceiling》 (1986년) 이후 처음으로 1위를 차지했다. 《Tuskegee》는 2012년 5월 3일 미국 음반 산업 협회로부터 미국에서 100만 장의 출하량으로 플래티넘 인증을 받았다. 2012년 12월 현재, 1,071,000장이 팔렸다.
영국에서, 이 음반은 19,320장의 첫 주 판매와 함께 영국 음반 차트에서 7위로 데뷔했다. 이 음반은 라이오넬 리치의 11번째 톱 10 음반이다. 캐나다에서, 이 음반은 18,000장이 팔리면서 캐나다 음반 차트에서 1위로 데뷔했다.

## 곡 목록
모든 곡들은 특별한 언급이 없는 한 라이오넬 리치에 의해 작사/작곡하였다.
| #   | 제목                                                | 작사·작곡                              | 재생 시간 |
| --- | --------------------------------------------------- | -------------------------------------- | --------- |
| 1.  | 〈You Are (with 블레이크 셸턴)〉                    | 리치, 브렌다 하비리치                  | 5:00      |
| 2.  | 〈Say You, Say Me (with 제이슨 올딘)〉              |                                        | 5:09      |
| 3.  | 〈Stuck on You (with 다리우스 러커)〉               |                                        | 3:21      |
| 4.  | 〈Deep River Woman (with 리틀 빅 타운)〉            |                                        | 4:09      |
| 5.  | 〈My Love (with 케니 체스니)〉                      |                                        | 5:33      |
| 6.  | 〈Dancing on the Ceiling (with 래스컬 플래츠)〉     | 리치, 카를로스 리오스, 마이클 프렌치크 | 4:20      |
| 7.  | 〈Hello (with 제니퍼 네틀스)〉                      |                                        | 4:30      |
| 8.  | 〈Sail On (with 팀 맥그로)〉                        |                                        | 5:05      |
| 9.  | 〈Endless Love (with 샤니아 트웨인)〉               |                                        | 4:19      |
| 10. | 〈Just for You (with 빌리 커링턴)〉                 | 리치, 폴 배리, 마크 테일러             | 4:11      |
| 11. | 〈Lady (with 케니 로저스)〉                         |                                        | 4:09      |
| 12. | 〈Easy (with 윌리 넬슨)〉                           |                                        | 4:30      |
| 13. | 〈All Night Long (with 지미 버핏, 코랄 리퍼 밴드)〉 |                                        | 4:57      |

## 인증
| 국가                       | 인증     | 판매량/출하량 |
| -------------------------- | -------- | ------------- |
| 오스트레일리아 (ARIA)      | 골드     | 35,000^       |
| 캐나다 (뮤직 캐나다)       | 플래티넘 | 80,000^       |
| 덴마크 (IFPI Danmark)      | 골드     | 10,000^       |
| 미국 (RIAA)                | 플래티넘 | 1,071,000     |
| 요약                       |          |               |
| 전 세계 (2012년)           | —        | 1,500,000     |
| ^출하량을 기반으로 한 인증 |          |               |